# John Phillips (cantautore)
John Edmund Andrew Phillips (Parris Island, 30 agosto 1935 – Los Angeles, 18 marzo 2001) è stato un cantautore folk rock statunitense, membro fondatore dei The Mamas & the Papas.

## Biografia
Conosciuto anche come Papa John, fu marito di Michelle Phillips, anch'ella componente dei The Mamas & the Papas. Era il padre di Mackenzie Phillips, attrice e cantante, Chynna Phillips, attrice e cantante, nonché Bijou Phillips, attrice e modella, tutte avute da compagne/mogli diverse.
Malato di cuore e prostrato da varie operazioni chirurgiche (tra cui un trapianto di fegato), Phillips morì d'infarto a 65 anni, il 18 marzo 2001.

## Discografia
Album (Solista)
- 1970 – John Phillips (John, the Wolf King of L.A.) (Dunhill Records, DS-50077)
- 2001 – Phillips 66 (Eagle Records, EAGCD170)
- 2001 – Pay Pack & Follow (Eagle Records, EAGCD171) ripubblicato nel 2008 dalla Varèse Sarabande, in una versione rimixata e con bonus con il titolo di "Pussycat"
- 2007 – Jack of Diamonds (Varèse Sarabande, 302 066 819 2) Raccolta
- 2009 – Man on the Moon (Varèse Sarabande, 302 066 965 2)
- 2010 – Many Mamas, Many Papas (Varèse Sarabande, 302 067 016 2) Raccolta, 2 CD

Singoli
- 1970 – Mississippi / April Anne (ABC/Dunhill Records, 45-D-4236)
- 1972 – Revolution on Vacation (Stereo) / Revolution on Vacation (Mono) (Columbia Records, 4-45737)